# NGC 446
NGC 446 је спирална галаксија у сазвежђу Рибе која се налази на NGC листи објеката дубоког неба.
Деклинација објекта је + 4° 17' 40" а ректасцензија 1h 16m 3,7s. Привидна величина (магнитуда) објекта NGC 446 износи 12,8 а фотографска магнитуда 13,8. NGC 446 је још познат и под ознакама IC 89, UGC 818, MCG 1-4-12, IRAS 01134+0401, CGCG 411-16, UM 90, MK 565, PGC 4578.